# كيني إروين جونيور
كيني إروين جونيور (بالإنجليزية: Kenny Irwin) هو سائق سباق أمريكي، ولد في 5 أغسطس 1969 في إنديانابوليس في الولايات المتحدة، وتوفي في 7 يوليو 2000 في لودون في الولايات المتحدة.

## وصلات خارجية
- كيني إروين جونيور على موقع Racing-Reference.info (الإنجليزية)